# 布萊克伯里 (明尼蘇達州)
布萊克伯里（英語：Blackberry）是位於美國明尼蘇達州艾塔斯卡縣布萊克伯里鎮區的一個非建制地區。

## 地理
布萊克伯里所處的海拔為高於海平面396米（即1299英呎），而該地所採用的時區為UTC-6，即北美中部時區（CST）。同時該地設有夏令時間，為UTC-6調快一小時，即UTC-5（CDT）。